# Meteor: Path to Destruction
Meteor: Path to Destruction is een Amerikaanse miniserie uit 2009. De serie telt 2 afleveringen.

## Verhaal
Prof Daniel Lehman ontdekt in zijn afgelegen, Mexicaanse observatorium dat de aarde binnenkort zal worden getroffen door de planetoïde 114 Cassandra, met de omvang van de Mount Everest in drievoud, voorafgegaan door een meteorenregen. Op weg naar de Verenigde Staten komt hij om door een auto-ongeluk. Zijn assistent Imogen O'Neil heeft nu de harde taak om Lehmans gegevens op tijd in het militaire hoofdkwartier in de VS te brengen.

## Rolverdeling
| Acteur              | Personage          |
| ------------------- | ------------------ |
| Marla Sokoloff      | Imogene O'Neil     |
| Bill Campbell       | Jack Crowe         |
| Christopher Lloyd   | Prof Daniel Lehman |
| Michael Rooker      | Calvin Stark       |
| Stacy Keach         | Sheriff Crowe      |
| Jason Alexander     | Dr. Chetwyn        |
| Mimi Michaels       | Jenny Crowe        |
| Carmen Argenziano   | Commandant Murphy  |
| Erin Cottrell       | Chelsea Hapscomb   |
| Kenneth Mitchell    | Russ Hapscomb      |
| Anne Bedian         | Claire Payne       |
| Stephen Bridgewater | Dwight             |
| Ariel Gade          | Keely Payne        |
| Jimmy 'Jax' Pinchak | Michael Hapscomb   |